# ¿Por qué no han existido grandes artistas mujeres?

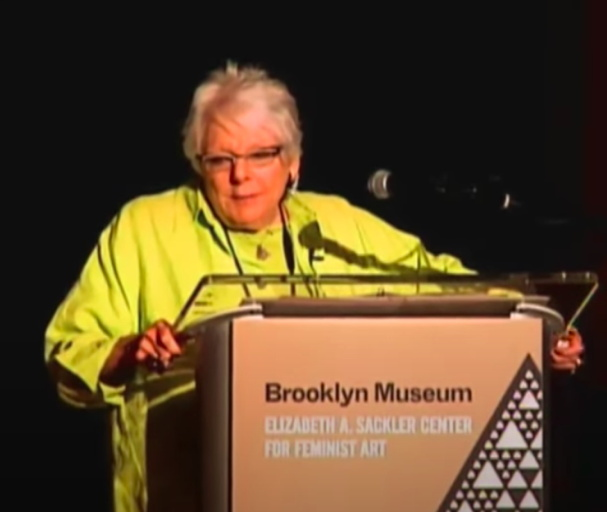
Linda Nochlin dando un discurso en la Universidad de Nueva York.

¿Por qué no han existido grandes artistas mujeres? (en su inglés original: Why Have There Been No Great Women Artists?) es un ensayo publicado en 1971 por la historiadora de arte estadounidense Linda Nochlin. Es considerado un trabajo pionero tanto para la historia del arte feminista, como para la teoría feminista del arte.

## Contenido
En este ensayo, Nochlin explora los obstáculos institucionales –en contraste con los individuales– que han impedido a las mujeres occidentales alcanzar el éxito en las artes. Divide su argumento en varias secciones, la primera de las cuales aborda los supuestos implícitos en el título del ensayo, seguido por "La cuestión del desnudo", "El logro de las damas," "Éxitos" y "Rosa Bonheur." 
En la introducción, Nochlin reconoce que "el reciente aumento de la actividad feminista" en los Estados Unidos es una condición para su pregunta sobre las bases ideológicas de la historia del arte, y asimismo invoca la frase de John Stuart Mill de que "nos inclinamos a aceptar como algo natural lo que es".
En su conclusión, afirma: "He procurado abordar una de las eternas cuestiones utilizadas para desafiar la demanda de las mujeres por la igualdad real, en lugar de simbólica, al analizar la estructura completamente equivocada en la que se basa la pregunta “¿Por qué no ha habido grandes artistas mujeres?”, al cuestionar la validez del planteamiento de los llamados problemas en general y del “problema” de la mujer específicamente; y posteriormente al sondear algunas de las limitaciones que, en sí, tiene la disciplina de la historia del arte."

## Historia y legado de la publicación
Publicado por primera vez en la Woman in Sexist Society: Studies in Power and Powerlessness (eds. Vivian Gornick y Bárbara Morán; Nueva York: Basic, 1971), más tarde fue reimpreso en ArtNews. El ensayo fue incluido con otros ensayos y fotografías en Art and Sexual Politics: Why Have There Been No Great Women Artists?  (eds. Thomas B. Hess y Elizabeth C. Baker, Nueva York, Macmillan, 1971). El artículo se reproduce con regularidad desde entonces, incluyendo en el libro de ensayos de Nochlin Women, Art, and Power and Other Essays.
¿Por qué no han existido grandes artistas mujeres? se considera generalmente que es de lectura obligatoria para los campos de la historia del arte feminista y de la teoría feminista del arte, en la medida en que considera los obstáculos institucionales que han enfrentado históricamente las mujeres en la tradición occidental de las artes visuales. Nochlin considera la historia de educación artística, así como la naturaleza del arte y del genio artístico. El ensayo también ha servido como un importante impulso para el redescubrimiento de las mujeres artistas, y fue seguido por la exposición Mujeres Artistas: 1550-1950. Eleanor Munro consideró que este ensayo "hace época", y de acuerdo a Miriam van Rijsingen "se le considera la génesis de la historia del arte feminista".
El título y contenido del ensayo han inspirado una serie de ensayos y publicaciones sobre la ausencia de mujeres en determinados ámbitos profesionales, tales como "Why Are There No Great Women Chefs?" de Charlotte Druckman. En 1989 se organizó una exposición para aumentar la visibilidad de las mujeres artistas titulada Women's Work: the Montana Women's Centennial Art Survey Exhibition 1889-1989, inspirado por la contribución innovadora de Nochlin.